# أنور قوادري
أنور القوادري مخرج سوري ولد في 17 كانون ثاني 1953م في المزة (أحد احياء دمشق الحديثة في سوريا) أصبح عضو في نقابة الفنانين 8 تشرين أول 1974م، سافر إلى لندن وقدم العديد من الأعمال الفنية العالمية والعربية المميزة، منها مسلسل سحر الشرق واخر ماقدّمه هو مسلسل عرب لندن ويتعرض المسلسل للمشاكل التي يواجهها العرب في المجتمع البريطاني نتيجة التفرقة العنصرية من قبل بعض بعض الإنجليز المتزمتين والمتأثرين بالإعلام الغربي الممول من بعض الجهات اليهودية والتي تحاول تشويه صورة العرب أمام المواطن الغربي، والمسلسل من بطولة النجم السوري عابد فهد واخرون.